# Sam Dorman
Sam Dorman, född den 30 augusti 1991 i Miami, Florida, är en amerikansk simhoppare.
Han tog OS-silver i synkroniserade svikthopp i samband med de olympiska tävlingarna i simhopp 2016 i Rio de Janeiro.